# Gamma Ethniki 1982-1983
La Gamma Ethniki 1982-1983 è l'8ª edizione della terza divisione del campionato greco di calcio ed è la prima a girone unico e con la nuova denominazione.

## Squadre partecipanti
| Squadra                  | Città               |
| ------------------------ | ------------------- |
| Almopos Arideas          | Aridea              |
| Anagennīsī Epanomī       | Epanomi             |
| Anagennīsī Karditsa      | Karditsa            |
| Athīnaïkos               | Vironos             |
| Edessaïkos               | Edessa              |
| Ethnikos Alexandroupolis | Alessandropoli      |
| Īlisiakos                | Zografo             |
| Kallithea                | Kallithea           |
| Lamia                    | Lamia               |
| Nikea                    | Nikea               |
| Odysseas Kordelio        | Eleftherio-Kordelio |
| Olympiakos Loutraki      | Loutraki            |
| Panargeiakos             | Argo                |
| Panarkadikos             | Tripoli             |
| Preveza                  | Preveza             |
| Toxotis Volos            | Volos               |

## Classifica
|  | Pos. | Squadra                  | Pt | G  | V  | N  | P  | GF | GS | DR  |
|  | ---- | ------------------------ | -- | -- | -- | -- | -- | -- | -- | --- |
|  | 1.   | Edessaïkos               | 44 | 30 | 18 | 8  | 4  | 52 | 20 | +32 |
|  | 2.   | Kallithea                | 39 | 30 | 17 | 5  | 8  | 37 | 27 | +10 |
|  | 3.   | Athīnaïkos               | 38 | 30 | 15 | 8  | 7  | 49 | 26 | +23 |
|  | 4.   | Anagennīsī Epanomī       | 36 | 30 | 15 | 6  | 10 | 41 | 35 | +6  |
|  | 5.   | Nikea                    | 35 | 30 | 15 | 5  | 10 | 51 | 44 | +7  |
|  | 6.   | Lamia                    | 34 | 30 | 13 | 8  | 9  | 30 | 30 | 0   |
|  | 7.   | Almopos Arideas          | 33 | 30 | 13 | 7  | 10 | 30 | 30 | 0   |
|  | 8.   | Toxotis Volos            | 32 | 30 | 11 | 10 | 9  | 43 | 30 | +13 |
|  | 9.   | Odysseas Kordelio        | 32 | 30 | 12 | 8  | 10 | 44 | 33 | +11 |
|  | 10.  | Īlisiakos                | 32 | 30 | 11 | 10 | 9  | 40 | 32 | +8  |
|  | 11.  | Anagennīsī Karditsa      | 32 | 30 | 10 | 12 | 8  | 25 | 20 | +5  |
|  | 12.  | Ethnikos Alexandroupolis | 31 | 30 | 12 | 8  | 10 | 30 | 23 | +7  |
|  | 13.  | Panarkadikos             | 26 | 30 | 10 | 6  | 14 | 32 | 40 | -8  |
|  | 14.  | Preveza                  | 14 | 30 | 10 | 6  | 14 | 32 | 40 | -8  |
|  | 15.  | Olympiakos Loutraki      | 13 | 30 | 2  | 9  | 19 | 16 | 52 | -36 |
|  | 16.  | Panargeiakos             | 11 | 30 | 9  | 7  | 18 | 7  | 49 | -42 |

Legenda:

      Ammesse in Beta Ethniki 1983-1984
      Retrocesse in Delta Ethniki 1983-1984